# Anouck Lepere
Anouck Lepère (Antwerpen, 13 februari 1979) is een Belgisch supermodel. Ze is 174 cm lang.

## Biografie
Lepère studeerde architectuur toen ze in 2000 werd ontdekt toen ze meeliep in een modeshow die door haar medestudenten aan de universiteit was opgezet. Datzelfde jaar liep ze in Parijs voor het eerst op de catwalk. In 2001 liep ze mee als lingeriemodel in de modeshow van Victoria's Secret. Anno 2020 werkt ze via het modellenbureau IMG Models te New York, VS. 
Ze was onder andere het model voor de parfum 'Mademoiselle' van Chanel, werkte voor Hugo Boss in de reclame voor de parfums "Woman" en "Deep Red", en was het gezicht van de Japanse cosmeticagigant Shiseido. Lepère stond op de cover van Vogue, Harper's Bazaar, Marie Claire, en de Franse Playboy. Ze heeft haar eigen sieradenlijn.

## Privé
Lepère was van 2007 tot 2011 verloofd met de Britse uitgever Jefferson Hack.